# The Waitress and the Boobs
The Waitress and the Boobs è un cortometraggio muto del 1915 diretto da Chance Ward (come Chance E. Ward).

## Produzione
Il film fu prodotto dalla Kalem Company.

## Distribuzione
Distribuito dalla General Film Company, il film - un cortometraggio di una bobina - uscì nelle sale cinematografiche USA il 5 gennaio 1915.